# Henri Girardet

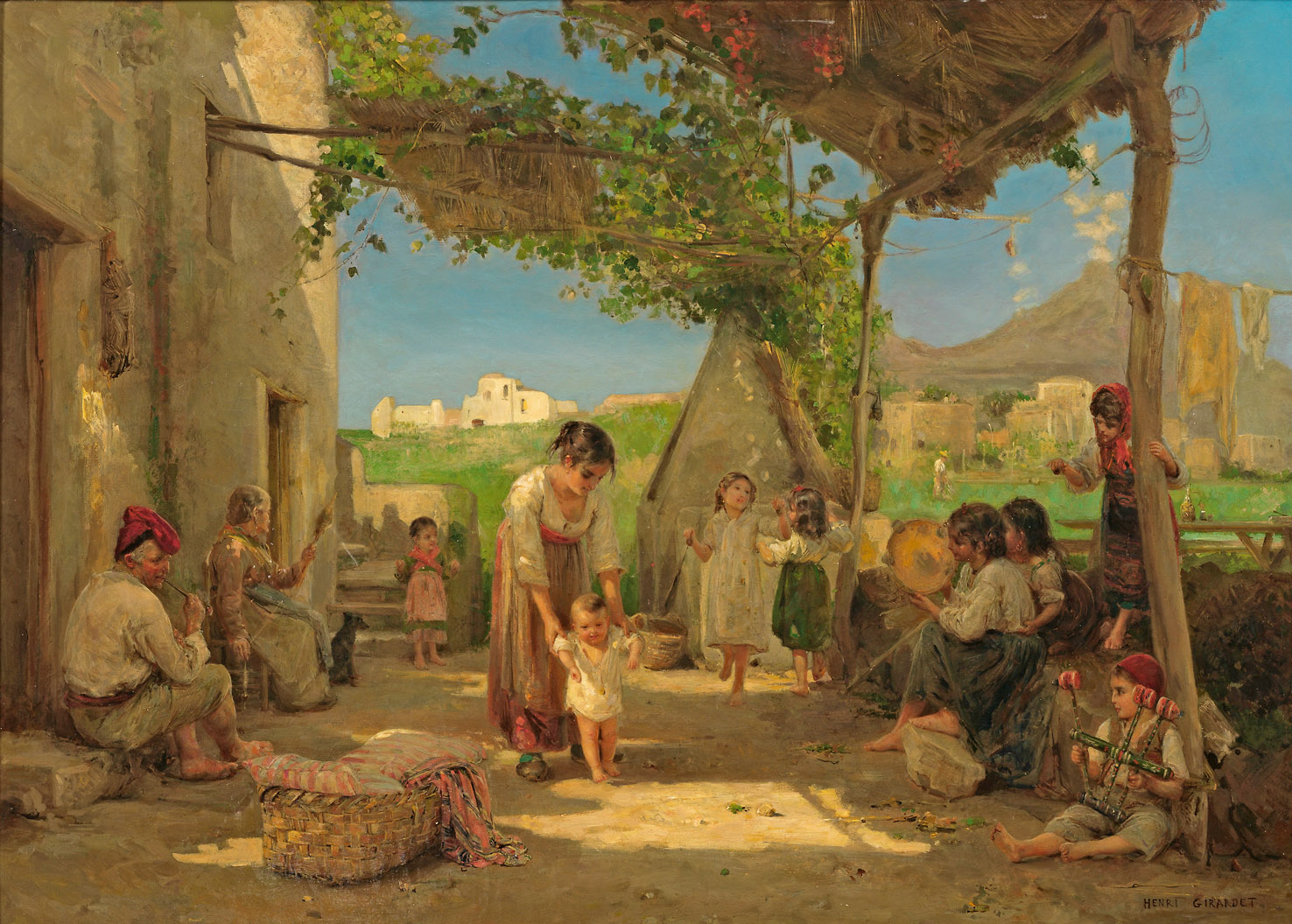
Neapolitanische Genreszene

Léopold-Henri Girardet (* 21. September 1848 in Brienz, Bern; † 10. Dezember 1917 in Neuchâtel) war ein französisch-schweizerischer Maler, Bildhauer, Kupferstecher und Lithograf.
Henri Girardet entstammte der Künstlerfamilie Girardet. Sein Vater Edouard Girardet (1819–1880) war ein aus der Schweiz stammender Maler und Kupferstecher. Henri kam als Kind 1857 mit seiner Familie nach Paris.
Girardet erhielt Zeichenunterricht bei seinem Vater und war danach vor allem für den Kunsthändler Adolphe Goupil tätig, für dessen Zeitschrift Le Magasin pittoresque er Illustrationen lieferte. Er lebte in Paris und reiste durch Frankreich, Nordafrika und Italien. Seit 1874 stellte er seine Werke auf den Pariser Salons aus. Seit 1887 war er aus finanziellen Gründen gezwungen, wieder in der Schweiz zu leben, zunächst in Brienz, dann in Neuchâtel.